# Liste der Nummer-eins-R&B-Alben in den USA (2019)
Dies ist eine Liste der Nummer-eins-Alben in den von Billboard ermittelten Verkaufscharts für R&B/Hip-Hop-, R&B- sowie Rap-Alben in den USA im Jahr 2019.

## R&B/Hip-Hop-Alben (Top 50)
| ← 2018 ← | Liste der Nummer-eins-R&B-Alben in den USA | Liste der Nummer-eins-R&B-Alben in den USA | Liste der Nummer-eins-R&B-Alben in den USA | 2020 →                    |
| \| Zeitraum \| Wo. ges. \| Interpret \| Titel \| Zusätzliche Informationen \| \| (Zeitraum, Wochen auf Platz eins, Interpret, Titel, zusätzliche Informationen) \| \| \| \| \| \| ------------------------------------------------------------------------------ \| -------- \| -------------------------- \| ------------------------------------- \| ------------------------- \| \| 29. Dezember 2018 – 4. Januar 2019 1 Woche (insgesamt 1) \| 1 \| Kodak Black \| Dying to Live[1] \| — \| \| 5. Januar 2019 – 18. Januar 2019 2 Wochen (insgesamt 2) \| 2 \| 21 Savage \| I Am > I Was[2][3] \| — \| \| 19. Januar 2019 – 1. Februar 2019 2 Wochen (insgesamt 2) \| 2 \| A Boogie wit da Hoodie \| Hoodie SZN \| — \| \| 2. Februar 2019 – 15. Februar 2019 2 Wochen (insgesamt 2) \| 2 \| Future \| The Wizrd \| — \| \| 16. Februar 2019 – 1. März 2019 2 Wochen (insgesamt 4) \| 4 \| A Boogie wit da Hoodie \| Hoodie SZN \| — \| \| 2. März 2019 – 8. März 2019 1 Woche (insgesamt 1) \| 1 \| Drake \| So Far Gone[4] \| — \| \| 9. März 2019 – 15. März 2019 1 Woche (insgesamt 1) \| 1 \| Gunna \| Drip or Drown 2[5] \| — \| \| 16. März 2019 – 22. März 2019 1 Woche (insgesamt 1) \| 1 \| 2 Chainz \| Rap or Go to the League[6] \| — \| \| 23. März 2019 – 5. April 2019 2 Wochen (insgesamt 2) \| 2 \| Juice Wrld \| Death Race for Love[7] \| — \| \| 6. April 2019 – 12. April 2019 1 Woche (insgesamt 1) \| 1 \| Nav \| Bad Habits[8] \| — \| \| 13. April 2019 – 19. April 2019 1 Woche (insgesamt 1) \| 1 \| Nipsey Hussle \| Victory Lap[9] \| — \| \| 20. April 2019 – 10. Mai 2019 3 Wochen (insgesamt 3) \| 3 \| Khalid \| Free Spirit[10] \| — \| \| 11. Mai 2019 – 17. Mai 2019 1 Woche (insgesamt 1) \| 1 \| Schoolboy Q \| Crash Talk[11] \| — \| \| 18. Mai 2019 – 24. Mai 2019 1 Woche (insgesamt 4) \| 4 \| Khalid \| Free Spirit \| — \| \| 25. Mai 2019 – 31. Mai 2019 1 Woche (insgesamt 1) \| 1 \| Logic \| Confessions of a Dangerous Mind[12] \| — \| \| 1. Juni 2019 – 7. Juni 2019 1 Woche (insgesamt 1) \| 1 \| Tyler, the Creator \| Igor[13] \| — \| \| 8. Juni 2019 – 21. Juni 2019 2 Wochen (insgesamt 2) \| 2 \| DJ Khaled \| Father of Asahd[14] \| — \| \| 22. Juni 2019 – 28. Juni 2019 1 Woche (insgesamt 1) \| 1 \| Future \| Save Me (EP)[15] \| — \| \| 29. Juni 2019 – 5. Juli 2019 1 Woche (insgesamt 4) \| 4 \| Khalid \| Free Spirit \| — \| \| 6. Juli 2019 – 12. Juli 2019 1 Woche (insgesamt 1) \| 1 \| Lil Nas X \| 7 (EP)[16] \| — \| \| 13. Juli 2019 – 19. Juli 2019 1 Woche (insgesamt 1) \| 1 \| Chris Brown \| Indigo[17] \| — \| \| 20. Juli 2019 – 2. August 2019 2 Wochen (insgesamt 2) \| 2 \| Various Artists \| Revenge of the Dreamers III[18] \| — \| \| 3. August 2019 – 9. August 2019 1 Woche (insgesamt 1) \| 1 \| Beyoncé & Various Artists \| The Lion King: The Gift[19] \| — \| \| 10. August 2019 – 16. August 2019 1 Woche (insgesamt 1) \| 1 \| NF \| The Search[20] \| — \| \| 17. August 2019 – 23. August 2019 1 Woche (insgesamt 1) \| 1 \| Drake \| Care Package[21] \| — \| \| 24. August 2019 – 30. August 2019 1 Woche (insgesamt 1) \| 1 \| Rick Ross \| Port of Miami 2[22] \| — \| \| 31. August 2019 – 13. September 2019 2 Wochen (insgesamt 2) \| 2 \| Young Thug \| So Much Fun[23] \| — \| \| 14. September 2019 – 20. September 2019 1 Woche (insgesamt 2) \| 2 \| Lil Tecca \| We Love You Tecca \| — \| \| 21. September 2019 – 11. Oktober 2019 3 Wochen (insgesamt 2) \| 2 \| Post Malone \| Hollywood's Bleeding[24] \| — \| \| 12. Oktober 2019 – 18. Oktober 2019 1 Woche (insgesamt 1) \| 1 \| DaBaby \| Kirk \| — \| \| 19. Oktober 2019 – 25. Oktober 2019 1 Woche (insgesamt 1) \| 1 \| Summer Walker \| Over It[25] \| — \| \| 26. Oktober 2019 – 1. November 2019 1 Woche (insgesamt 1) \| 1 \| Youngboy Never Broke Again \| AI YoungBoy 2[26] \| — \| \| 2. November 2019 – 8. November 2019 1 Woche (insgesamt 3) \| 3 \| Post Malone \| Hollywood's Bleeding \| — \| \| 9. November 2019 – 15. November 2019 1 Woche (insgesamt 1) \| 1 \| Kanye West \| Jesus Is King[27] \| — \| \| 16. November 2019 – 29. November 2019 2 Wochen (insgesamt 5) \| 5 \| Post Malone \| Hollywood's Bleeding \| — \| \| 30. November 2019 – 6. Dezember 2019 1 Woche (insgesamt 1) \| 1 \| Tory Lanez \| Chixtape 5[28] \| — \| \| 7. Dezember 2019 – 13. Dezember 2019 1 Woche (insgesamt 1) \| 1 \| Trippie Redd \| A Love Letter to You 4[29] \| — \| \| 14. Dezember 2019 – 20. Dezember 2019 1 Woche (insgesamt 6) \| 6 \| Post Malone \| Hollywood's Bleeding \| — \| \| 21. Dezember 2019 – 27. Dezember 2019 1 Woche (insgesamt 1) \| 1 \| Roddy Ricch \| Please Excuse Me for Being Antisocial \| — \| |                                            |                                            |                                            |                           |
| ← 2018 |                                            |                                            |                                            | → 2020 →                  |
| Zeitraum | Wo. ges.                                   | Interpret                                  | Titel                                      | Zusätzliche Informationen |
| (Zeitraum, Wochen auf Platz eins, Interpret, Titel, zusätzliche Informationen) |                                            |                                            |                                            |                           |
| 29. Dezember 2018 – 4. Januar 2019 1 Woche (insgesamt 1) | 1                                          | Kodak Black                                | Dying to Live                              | —                         |
| 5. Januar 2019 – 18. Januar 2019 2 Wochen (insgesamt 2) | 2                                          | 21 Savage                                  | I Am > I Was                               | —                         |
| 19. Januar 2019 – 1. Februar 2019 2 Wochen (insgesamt 2) | 2                                          | A Boogie wit da Hoodie                     | Hoodie SZN                                 | —                         |
| 2. Februar 2019 – 15. Februar 2019 2 Wochen (insgesamt 2) | 2                                          | Future                                     | The Wizrd                                  | —                         |
| 16. Februar 2019 – 1. März 2019 2 Wochen (insgesamt 4) | 4                                          | A Boogie wit da Hoodie                     | Hoodie SZN                                 | —                         |
| 2. März 2019 – 8. März 2019 1 Woche (insgesamt 1) | 1                                          | Drake                                      | So Far Gone                                | —                         |
| 9. März 2019 – 15. März 2019 1 Woche (insgesamt 1) | 1                                          | Gunna                                      | Drip or Drown 2                            | —                         |
| 16. März 2019 – 22. März 2019 1 Woche (insgesamt 1) | 1                                          | 2 Chainz                                   | Rap or Go to the League                    | —                         |
| 23. März 2019 – 5. April 2019 2 Wochen (insgesamt 2) | 2                                          | Juice Wrld                                 | Death Race for Love                        | —                         |
| 6. April 2019 – 12. April 2019 1 Woche (insgesamt 1) | 1                                          | Nav                                        | Bad Habits                                 | —                         |
| 13. April 2019 – 19. April 2019 1 Woche (insgesamt 1) | 1                                          | Nipsey Hussle                              | Victory Lap                                | —                         |
| 20. April 2019 – 10. Mai 2019 3 Wochen (insgesamt 3) | 3                                          | Khalid                                     | Free Spirit                                | —                         |
| 11. Mai 2019 – 17. Mai 2019 1 Woche (insgesamt 1) | 1                                          | Schoolboy Q                                | Crash Talk                                 | —                         |
| 18. Mai 2019 – 24. Mai 2019 1 Woche (insgesamt 4) | 4                                          | Khalid                                     | Free Spirit                                | —                         |
| 25. Mai 2019 – 31. Mai 2019 1 Woche (insgesamt 1) | 1                                          | Logic                                      | Confessions of a Dangerous Mind            | —                         |
| 1. Juni 2019 – 7. Juni 2019 1 Woche (insgesamt 1) | 1                                          | Tyler, the Creator                         | Igor                                       | —                         |
| 8. Juni 2019 – 21. Juni 2019 2 Wochen (insgesamt 2) | 2                                          | DJ Khaled                                  | Father of Asahd                            | —                         |
| 22. Juni 2019 – 28. Juni 2019 1 Woche (insgesamt 1) | 1                                          | Future                                     | Save Me (EP)                               | —                         |
| 29. Juni 2019 – 5. Juli 2019 1 Woche (insgesamt 4) | 4                                          | Khalid                                     | Free Spirit                                | —                         |
| 6. Juli 2019 – 12. Juli 2019 1 Woche (insgesamt 1) | 1                                          | Lil Nas X                                  | 7 (EP)                                     | —                         |
| 13. Juli 2019 – 19. Juli 2019 1 Woche (insgesamt 1) | 1                                          | Chris Brown                                | Indigo                                     | —                         |
| 20. Juli 2019 – 2. August 2019 2 Wochen (insgesamt 2) | 2                                          | Various Artists                            | Revenge of the Dreamers III                | —                         |
| 3. August 2019 – 9. August 2019 1 Woche (insgesamt 1) | 1                                          | Beyoncé & Various Artists                  | The Lion King: The Gift                    | —                         |
| 10. August 2019 – 16. August 2019 1 Woche (insgesamt 1) | 1                                          | NF                                         | The Search                                 | —                         |
| 17. August 2019 – 23. August 2019 1 Woche (insgesamt 1) | 1                                          | Drake                                      | Care Package                               | —                         |
| 24. August 2019 – 30. August 2019 1 Woche (insgesamt 1) | 1                                          | Rick Ross                                  | Port of Miami 2                            | —                         |
| 31. August 2019 – 13. September 2019 2 Wochen (insgesamt 2) | 2                                          | Young Thug                                 | So Much Fun                                | —                         |
| 14. September 2019 – 20. September 2019 1 Woche (insgesamt 2) | 2                                          | Lil Tecca                                  | We Love You Tecca                          | —                         |
| 21. September 2019 – 11. Oktober 2019 3 Wochen (insgesamt 2) | 2                                          | Post Malone                                | Hollywood's Bleeding                       | —                         |
| 12. Oktober 2019 – 18. Oktober 2019 1 Woche (insgesamt 1) | 1                                          | DaBaby                                     | Kirk                                       | —                         |
| 19. Oktober 2019 – 25. Oktober 2019 1 Woche (insgesamt 1) | 1                                          | Summer Walker                              | Over It                                    | —                         |
| 26. Oktober 2019 – 1. November 2019 1 Woche (insgesamt 1) | 1                                          | Youngboy Never Broke Again                 | AI YoungBoy 2                              | —                         |
| 2. November 2019 – 8. November 2019 1 Woche (insgesamt 3) | 3                                          | Post Malone                                | Hollywood's Bleeding                       | —                         |
| 9. November 2019 – 15. November 2019 1 Woche (insgesamt 1) | 1                                          | Kanye West                                 | Jesus Is King                              | —                         |
| 16. November 2019 – 29. November 2019 2 Wochen (insgesamt 5) | 5                                          | Post Malone                                | Hollywood's Bleeding                       | —                         |
| 30. November 2019 – 6. Dezember 2019 1 Woche (insgesamt 1) | 1                                          | Tory Lanez                                 | Chixtape 5                                 | —                         |
| 7. Dezember 2019 – 13. Dezember 2019 1 Woche (insgesamt 1) | 1                                          | Trippie Redd                               | A Love Letter to You 4                     | —                         |
| 14. Dezember 2019 – 20. Dezember 2019 1 Woche (insgesamt 6) | 6                                          | Post Malone                                | Hollywood's Bleeding                       | —                         |
| 21. Dezember 2019 – 27. Dezember 2019 1 Woche (insgesamt 1) | 1                                          | Roddy Ricch                                | Please Excuse Me for Being Antisocial      | —                         |

## R&B-Alben (Top 25)
| ← 2018 ← | Liste der Nummer-eins-R&B-Alben in den USA | Liste der Nummer-eins-R&B-Alben in den USA | Liste der Nummer-eins-R&B-Alben in den USA | 2020 →                    |
| \| Zeitraum \| Wo. ges. \| Interpret \| Titel \| Zusätzliche Informationen \| \| (Zeitraum, Wochen auf Platz eins, Interpret, Titel, zusätzliche Informationen) \| \| \| \| \| \| ------------------------------------------------------------------------------ \| -------- \| ------------------------- \| ------------------------ \| ------------------------- \| \| 29. Dezember 2018 – 4. Januar 2019 1 Woche (insgesamt 4) \| 4 \| Mariah Carey \| Merry Christmas[30] \| – \| \| 5. Januar 2019 – 11. Januar 2019 1 Woche (insgesamt 1) \| 1 \| Nat King Cole \| The Christmas Song[31] \| – \| \| 12. Januar 2019 – 25. Januar 2019 2 Wochen (insgesamt 5) \| 5 \| Ella Mai \| Ella Mai[32] \| – \| \| 26. Januar 2019 – 1. Februar 2019 1 Woche (insgesamt 1) \| 1 \| Khalid \| Suncity \| – \| \| 2. Februar 2019 – 22. Februar 2019 3 Wochen (insgesamt 8) \| 8 \| Ella Mai \| Ella Mai \| – \| \| 23. Februar 2019 – 1. März 2019 1 Woche (insgesamt 1) \| 1 \| H.E.R. \| H.E.R.[33] \| – \| \| 2. März 2019 – 8. März 2019 1 Woche (insgesamt 9) \| 9 \| Ella Mai \| Ella Mai \| – \| \| 9. März 2019 – 15. März 2019 1 Woche (insgesamt 1) \| 1 \| Kehlani \| While We Wait[34] \| – \| \| 16. März 2019 – 22. März 2019 1 Woche (insgesamt 1) \| 1 \| Solange \| When I Get Home[35] \| – \| \| 23. März 2019 – 5. April 2019 2 Wochen (insgesamt 11) \| 11 \| Ella Mai \| Ella Mai \| – \| \| 6. April 2019 – 19. April 2019 2 Wochen (insgesamt 2) \| 2 \| Khalid \| American Teen[36] \| – \| \| 20. April 2019 – 12. Juli 2019 12 Wochen (insgesamt 12) \| 12 \| Khalid \| Free Spirit \| — \| \| 13. Juli 2019 – 2. August 2019 3 Wochen (insgesamt 3) \| 3 \| Chris Brown \| Indigo \| — \| \| 3. August 2019 – 9. August 2019 1 Woche (insgesamt 1) \| 1 \| Beyoncé & Various Artists \| The Lion King: The Gift \| — \| \| 10. August 2019 – 30. August 2019 3 Wochen (insgesamt 6) \| 6 \| Chris Brown \| Indigo \| — \| \| 31. August 2019 – 6. September 2019 1 Woche (insgesamt 1) \| 1 \| Lionel Richie \| Hello from Las Vegas[37] \| – \| \| 7. September 2019 – 18. Oktober 2019 6 Wochen (insgesamt 12) \| 12 \| Chris Brown \| Indigo \| — \| \| 19. Oktober 2019 – 29. November 2019 6 Wochen (insgesamt 6) \| 6 \| Summer Walker \| Over It \| — \| \| 30. November 2019 – 6. Dezember 2019 1 Woche (insgesamt 1) \| 1 \| Tory Lanez \| Chixtape 5 \| — \| \| 7. Dezember 2019 – 13. Dezember 2019 1 Woche (insgesamt 7) \| 7 \| Summer Walker \| Over It \| — \| \| 14. Dezember 2019 – 27. Dezember 2019 2 Wochen (insgesamt 6) \| 6 \| Mariah Carey \| Merry Christmas \| – \| |                                            |                                            |                                            |                           |
| ← 2018 |                                            |                                            |                                            | → 2020 →                  |
| Zeitraum | Wo. ges.                                   | Interpret                                  | Titel                                      | Zusätzliche Informationen |
| (Zeitraum, Wochen auf Platz eins, Interpret, Titel, zusätzliche Informationen) |                                            |                                            |                                            |                           |
| 29. Dezember 2018 – 4. Januar 2019 1 Woche (insgesamt 4) | 4                                          | Mariah Carey                               | Merry Christmas                            | –                         |
| 5. Januar 2019 – 11. Januar 2019 1 Woche (insgesamt 1) | 1                                          | Nat King Cole                              | The Christmas Song                         | –                         |
| 12. Januar 2019 – 25. Januar 2019 2 Wochen (insgesamt 5) | 5                                          | Ella Mai                                   | Ella Mai                                   | –                         |
| 26. Januar 2019 – 1. Februar 2019 1 Woche (insgesamt 1) | 1                                          | Khalid                                     | Suncity                                    | –                         |
| 2. Februar 2019 – 22. Februar 2019 3 Wochen (insgesamt 8) | 8                                          | Ella Mai                                   | Ella Mai                                   | –                         |
| 23. Februar 2019 – 1. März 2019 1 Woche (insgesamt 1) | 1                                          | H.E.R.                                     | H.E.R.                                     | –                         |
| 2. März 2019 – 8. März 2019 1 Woche (insgesamt 9) | 9                                          | Ella Mai                                   | Ella Mai                                   | –                         |
| 9. März 2019 – 15. März 2019 1 Woche (insgesamt 1) | 1                                          | Kehlani                                    | While We Wait                              | –                         |
| 16. März 2019 – 22. März 2019 1 Woche (insgesamt 1) | 1                                          | Solange                                    | When I Get Home                            | –                         |
| 23. März 2019 – 5. April 2019 2 Wochen (insgesamt 11) | 11                                         | Ella Mai                                   | Ella Mai                                   | –                         |
| 6. April 2019 – 19. April 2019 2 Wochen (insgesamt 2) | 2                                          | Khalid                                     | American Teen                              | –                         |
| 20. April 2019 – 12. Juli 2019 12 Wochen (insgesamt 12) | 12                                         | Khalid                                     | Free Spirit                                | —                         |
| 13. Juli 2019 – 2. August 2019 3 Wochen (insgesamt 3) | 3                                          | Chris Brown                                | Indigo                                     | —                         |
| 3. August 2019 – 9. August 2019 1 Woche (insgesamt 1) | 1                                          | Beyoncé & Various Artists                  | The Lion King: The Gift                    | —                         |
| 10. August 2019 – 30. August 2019 3 Wochen (insgesamt 6) | 6                                          | Chris Brown                                | Indigo                                     | —                         |
| 31. August 2019 – 6. September 2019 1 Woche (insgesamt 1) | 1                                          | Lionel Richie                              | Hello from Las Vegas                       | –                         |
| 7. September 2019 – 18. Oktober 2019 6 Wochen (insgesamt 12) | 12                                         | Chris Brown                                | Indigo                                     | —                         |
| 19. Oktober 2019 – 29. November 2019 6 Wochen (insgesamt 6) | 6                                          | Summer Walker                              | Over It                                    | —                         |
| 30. November 2019 – 6. Dezember 2019 1 Woche (insgesamt 1) | 1                                          | Tory Lanez                                 | Chixtape 5                                 | —                         |
| 7. Dezember 2019 – 13. Dezember 2019 1 Woche (insgesamt 7) | 7                                          | Summer Walker                              | Over It                                    | —                         |
| 14. Dezember 2019 – 27. Dezember 2019 2 Wochen (insgesamt 6) | 6                                          | Mariah Carey                               | Merry Christmas                            | –                         |

## Rap-Alben (Top 25)
| ← 2018 ← | Liste der Nummer-eins-R&B-Alben in den USA | Liste der Nummer-eins-R&B-Alben in den USA | Liste der Nummer-eins-R&B-Alben in den USA | 2020 →                    |
| \| Zeitraum \| Wo. ges. \| Interpret \| Titel \| Zusätzliche Informationen \| \| (Zeitraum, Wochen auf Platz eins, Interpret, Titel, zusätzliche Informationen) \| \| \| \| \| \| ------------------------------------------------------------------------------ \| -------- \| -------------------------- \| ------------------------------------- \| ------------------------- \| \| 29. Dezember 2018 – 4. Januar 2019 1 Woche (insgesamt 1) \| 1 \| Kodak Black \| Dying to Live \| — \| \| 5. Januar 2019 – 18. Januar 2019 2 Wochen (insgesamt 2) \| 2 \| 21 Savage \| I Am > I Was \| — \| \| 19. Januar 2019 – 1. Februar 2019 2 Wochen (insgesamt 2) \| 2 \| A Boogie wit da Hoodie \| Hoodie SZN \| — \| \| 2. Februar 2019 – 15. Februar 2019 2 Wochen (insgesamt 2) \| 2 \| Future \| The Wizrd \| — \| \| 16. Februar 2019 – 1. März 2019 2 Wochen (insgesamt 4) \| 4 \| A Boogie wit da Hoodie \| Hoodie SZN \| — \| \| 2. März 2019 – 8. März 2019 1 Woche (insgesamt 1) \| 1 \| Drake \| So Far Gone \| — \| \| 9. März 2019 – 15. März 2019 1 Woche (insgesamt 1) \| 1 \| Gunna \| Drip or Drown 2 \| — \| \| 16. März 2019 – 22. März 2019 1 Woche (insgesamt 1) \| 1 \| 2 Chainz \| Rap or Go to the League \| — \| \| 23. März 2019 – 5. April 2019 2 Wochen (insgesamt 2) \| 2 \| Juice Wrld \| Death Race for Love \| — \| \| 6. April 2019 – 12. April 2019 1 Woche (insgesamt 1) \| 1 \| Nav \| Bad Habits \| — \| \| 13. April 2019 – 10. Mai 2019 4 Wochen (insgesamt 4) \| 4 \| Nipsey Hussle \| Victory Lap \| — \| \| 11. Mai 2019 – 17. Mai 2019 1 Woche (insgesamt 1) \| 1 \| Schoolboy Q \| Crash Talk \| — \| \| 18. Mai 2019 – 24. Mai 2019 1 Woche (insgesamt 1) \| 1 \| PnB Rock \| TrapStar Turnt PopStar \| — \| \| 25. Mai 2019 – 31. Mai 2019 1 Woche (insgesamt 1) \| 1 \| Logic \| Confessions of a Dangerous Mind \| — \| \| 1. Juni 2019 – 7. Juni 2019 1 Woche (insgesamt 1) \| 1 \| Tyler, the Creator \| Igor \| — \| \| 8. Juni 2019 – 21. Juni 2019 2 Wochen (insgesamt 2) \| 2 \| DJ Khaled \| Father of Asahd \| — \| \| 22. Juni 2019 – 28. Juni 2019 1 Woche (insgesamt 1) \| 1 \| Future \| Save Me (EP) \| — \| \| 29. Juni 2019 – 5. Juli 2019 1 Woche (insgesamt 1) \| 1 \| Polo G \| Die a Legend[38] \| — \| \| 6. Juli 2019 – 19. Juli 2019 2 Wochen (insgesamt 2) \| 2 \| Lil Nas X \| 7 (EP) \| — \| \| 20. Juli 2019 – 2. August 2019 2 Wochen (insgesamt 2) \| 2 \| Various Artists \| Revenge of the Dreamers III \| — \| \| 3. August 2019 – 9. August 2019 1 Woche (insgesamt 3) \| 3 \| Lil Nas X \| 7 (EP) \| — \| \| 10. August 2019 – 16. August 2019 1 Woche (insgesamt 1) \| 1 \| NF \| The Search[39] \| — \| \| 17. August 2019 – 23. August 2019 1 Woche (insgesamt 1) \| 1 \| Drake \| Care Package[40] \| — \| \| 24. August 2019 – 30. August 2019 1 Woche (insgesamt 1) \| 1 \| Rick Ross \| Port of Miami 2[41] \| — \| \| 31. August 2019 – 13. September 2019 2 Wochen (insgesamt 2) \| 2 \| Young Thug \| So Much Fun[42] \| — \| \| 14. September 2019 – 20. September 2019 1 Woche (insgesamt 2) \| 2 \| Lil Tecca \| We Love You Tecca \| — \| \| 21. September 2019 – 11. Oktober 2019 3 Wochen (insgesamt 3) \| 3 \| Post Malone \| Hollywood's Bleeding \| — \| \| 12. Oktober 2019 – 18. Oktober 2019 1 Woche (insgesamt 1) \| 1 \| DaBaby \| Kirk \| — \| \| 19. Oktober 2019 – 25. Oktober 2019 1 Woche (insgesamt 4) \| 4 \| Post Malone \| Hollywood's Bleeding \| — \| \| 26. Oktober 2019 – 1. November 2019 1 Woche (insgesamt 1) \| 1 \| Youngboy Never Broke Again \| AI YoungBoy 2 \| — \| \| 2. November 2019 – 8. November 2019 1 Woche (insgesamt 5) \| 5 \| Post Malone \| Hollywood's Bleeding \| — \| \| 9. November 2019 – 15. November 2019 1 Woche (insgesamt 1) \| 1 \| Kanye West \| Jesus Is King \| — \| \| 16. November 2019 – 6. Dezember 2019 3 Wochen (insgesamt 8) \| 8 \| Post Malone \| Hollywood's Bleeding \| — \| \| 7. Dezember 2019 – 13. Dezember 2019 1 Woche (insgesamt 1) \| 1 \| Trippie Redd \| A Love Letter to You 4 \| — \| \| 14. Dezember 2019 – 20. Dezember 2019 1 Woche (insgesamt 9) \| 9 \| Post Malone \| Hollywood's Bleeding \| — \| \| 21. Dezember 2019 – 27. Dezember 2019 1 Woche (insgesamt 1) \| 1 \| Roddy Ricch \| Please Excuse Me for Being Antisocial \| — \| |                                            |                                            |                                            |                           |
| ← 2018 |                                            |                                            |                                            | → 2020 →                  |
| Zeitraum | Wo. ges.                                   | Interpret                                  | Titel                                      | Zusätzliche Informationen |
| (Zeitraum, Wochen auf Platz eins, Interpret, Titel, zusätzliche Informationen) |                                            |                                            |                                            |                           |
| 29. Dezember 2018 – 4. Januar 2019 1 Woche (insgesamt 1) | 1                                          | Kodak Black                                | Dying to Live                              | —                         |
| 5. Januar 2019 – 18. Januar 2019 2 Wochen (insgesamt 2) | 2                                          | 21 Savage                                  | I Am > I Was                               | —                         |
| 19. Januar 2019 – 1. Februar 2019 2 Wochen (insgesamt 2) | 2                                          | A Boogie wit da Hoodie                     | Hoodie SZN                                 | —                         |
| 2. Februar 2019 – 15. Februar 2019 2 Wochen (insgesamt 2) | 2                                          | Future                                     | The Wizrd                                  | —                         |
| 16. Februar 2019 – 1. März 2019 2 Wochen (insgesamt 4) | 4                                          | A Boogie wit da Hoodie                     | Hoodie SZN                                 | —                         |
| 2. März 2019 – 8. März 2019 1 Woche (insgesamt 1) | 1                                          | Drake                                      | So Far Gone                                | —                         |
| 9. März 2019 – 15. März 2019 1 Woche (insgesamt 1) | 1                                          | Gunna                                      | Drip or Drown 2                            | —                         |
| 16. März 2019 – 22. März 2019 1 Woche (insgesamt 1) | 1                                          | 2 Chainz                                   | Rap or Go to the League                    | —                         |
| 23. März 2019 – 5. April 2019 2 Wochen (insgesamt 2) | 2                                          | Juice Wrld                                 | Death Race for Love                        | —                         |
| 6. April 2019 – 12. April 2019 1 Woche (insgesamt 1) | 1                                          | Nav                                        | Bad Habits                                 | —                         |
| 13. April 2019 – 10. Mai 2019 4 Wochen (insgesamt 4) | 4                                          | Nipsey Hussle                              | Victory Lap                                | —                         |
| 11. Mai 2019 – 17. Mai 2019 1 Woche (insgesamt 1) | 1                                          | Schoolboy Q                                | Crash Talk                                 | —                         |
| 18. Mai 2019 – 24. Mai 2019 1 Woche (insgesamt 1) | 1                                          | PnB Rock                                   | TrapStar Turnt PopStar                     | —                         |
| 25. Mai 2019 – 31. Mai 2019 1 Woche (insgesamt 1) | 1                                          | Logic                                      | Confessions of a Dangerous Mind            | —                         |
| 1. Juni 2019 – 7. Juni 2019 1 Woche (insgesamt 1) | 1                                          | Tyler, the Creator                         | Igor                                       | —                         |
| 8. Juni 2019 – 21. Juni 2019 2 Wochen (insgesamt 2) | 2                                          | DJ Khaled                                  | Father of Asahd                            | —                         |
| 22. Juni 2019 – 28. Juni 2019 1 Woche (insgesamt 1) | 1                                          | Future                                     | Save Me (EP)                               | —                         |
| 29. Juni 2019 – 5. Juli 2019 1 Woche (insgesamt 1) | 1                                          | Polo G                                     | Die a Legend                               | —                         |
| 6. Juli 2019 – 19. Juli 2019 2 Wochen (insgesamt 2) | 2                                          | Lil Nas X                                  | 7 (EP)                                     | —                         |
| 20. Juli 2019 – 2. August 2019 2 Wochen (insgesamt 2) | 2                                          | Various Artists                            | Revenge of the Dreamers III                | —                         |
| 3. August 2019 – 9. August 2019 1 Woche (insgesamt 3) | 3                                          | Lil Nas X                                  | 7 (EP)                                     | —                         |
| 10. August 2019 – 16. August 2019 1 Woche (insgesamt 1) | 1                                          | NF                                         | The Search                                 | —                         |
| 17. August 2019 – 23. August 2019 1 Woche (insgesamt 1) | 1                                          | Drake                                      | Care Package                               | —                         |
| 24. August 2019 – 30. August 2019 1 Woche (insgesamt 1) | 1                                          | Rick Ross                                  | Port of Miami 2                            | —                         |
| 31. August 2019 – 13. September 2019 2 Wochen (insgesamt 2) | 2                                          | Young Thug                                 | So Much Fun                                | —                         |
| 14. September 2019 – 20. September 2019 1 Woche (insgesamt 2) | 2                                          | Lil Tecca                                  | We Love You Tecca                          | —                         |
| 21. September 2019 – 11. Oktober 2019 3 Wochen (insgesamt 3) | 3                                          | Post Malone                                | Hollywood's Bleeding                       | —                         |
| 12. Oktober 2019 – 18. Oktober 2019 1 Woche (insgesamt 1) | 1                                          | DaBaby                                     | Kirk                                       | —                         |
| 19. Oktober 2019 – 25. Oktober 2019 1 Woche (insgesamt 4) | 4                                          | Post Malone                                | Hollywood's Bleeding                       | —                         |
| 26. Oktober 2019 – 1. November 2019 1 Woche (insgesamt 1) | 1                                          | Youngboy Never Broke Again                 | AI YoungBoy 2                              | —                         |
| 2. November 2019 – 8. November 2019 1 Woche (insgesamt 5) | 5                                          | Post Malone                                | Hollywood's Bleeding                       | —                         |
| 9. November 2019 – 15. November 2019 1 Woche (insgesamt 1) | 1                                          | Kanye West                                 | Jesus Is King                              | —                         |
| 16. November 2019 – 6. Dezember 2019 3 Wochen (insgesamt 8) | 8                                          | Post Malone                                | Hollywood's Bleeding                       | —                         |
| 7. Dezember 2019 – 13. Dezember 2019 1 Woche (insgesamt 1) | 1                                          | Trippie Redd                               | A Love Letter to You 4                     | —                         |
| 14. Dezember 2019 – 20. Dezember 2019 1 Woche (insgesamt 9) | 9                                          | Post Malone                                | Hollywood's Bleeding                       | —                         |
| 21. Dezember 2019 – 27. Dezember 2019 1 Woche (insgesamt 1) | 1                                          | Roddy Ricch                                | Please Excuse Me for Being Antisocial      | —                         |